# 医道
医道（いどう、醫道）とは、日本律令制における医療そのものあるいはそのための教育（医学教育）を指す。今日でも、医道審議会などで医学のことを「医道」と称すのはその名残である。一般の教育が式部省被官の大学寮で行われたのに対して、医道は宮内省被官の典薬寮で行われたところに特徴がある。

## 概要
養老律令によれば、典薬寮に典薬頭以下の四等官が設置され、医師・針師・按摩師・呪禁師の技術官僚が置かれた。これとは別に教育組織として技術官僚の中で学識・技術の優秀な人物から選ばれた医博士・針博士・按摩博士・呪禁博士が各1、学生として医生40・針生20・按摩生10・呪禁生6が置かれていた。これは唐の太医署の制度を継承したものであるが、医博士が正八品上から正七位上、針博士が従八品下から従七位下、按摩博士が従九品下から正八位上、呪禁博士が従九品下から従七位上と引き上げられており、医師が貴重であった当時の日本の実情を反映している。また、薬学分野には「薬博士」は置かれず薬園師が直接薬園生（典薬寮）・薬生（内薬司）を教育していた。
医生などの学生は13歳以上16歳以下から採られ、蜂田薬師・奈良薬師などの薬部や世習（3代続く家系）を優先し、不足する人材は庶人などから採用した。学生は基礎課程として『黄帝甲乙経』・『脈経』・『神農本草経』（延暦6年（787年）以後は『新修本草』に変更）を読み、『小品方』・『集験方』を兼修する。針生の場合は更に『黄帝素問経』・『黄帝鍼経』・『脈決』・『黄帝明堂経』を読み、『流注経』・『偃側図』・『赤鳥神針経』を兼修する。『延喜式』の時代には『八十一難経』や『太素』の学習も規定されていた。諸経を学習後、医生40人のうち24人が体療（内科）、6人が創腫（外科）、6人が少小（小児科）、4人が耳目口歯の専門科目に分かれ、他もこれに準じた。その修業年限は体僚・針生は7年、創腫・少小は5年、耳目口歯は4年で月・季・年単位で試験を課され、宮内省での最終試験に合格すると、太政官に挙送され、式部省での任用試験後に叙位任官を受けた。合格者は典薬寮・内薬司の医師の他、衛府や馬寮に置かれた医師や諸国の国医師などに採用された。国医師は各国1名で典薬寮と同様に医生の設置（大国10・上国8・中国6・小国4）が置かれて医師育成にもあたった。
ただし、慢性的な人材不足は続き、国医師は原則その国出身者から出ることとなっていたが、設置されない国や複数国の国医師を兼務する例、更には成業（卒業）していない学生・医生を任じたりする例もあった。朝廷ではその対策として養老5年（721年）に吉田宜（吉宜）を褒賞して医道を奨励し、内薬司に女医博士を設置した。天平2年（730年）には優秀者から選抜された医得業生3名を設置するとともに、大学寮の学生並の待遇を与えた。更に弘仁5年（814年）には内薬司所属の扱いで医得業生を4名増加させ、同11年（820年）には同様の針生5名を増加させた。また、勧学田や博士職田の充実なども行われた。貞観年間頃より大学寮の明経道などに倣って「医道」という呼称が定着するようになった。だが、10世紀に入ると丹波・和気両氏による家学化が進み、内薬司は典薬寮に統合された。永観2年（984年）に丹波康頼が『医心方』を撰進したことで丹波氏の優位は決定的となり、「医道の極官」（『職源鈔』）とされた典薬頭は丹波氏の家職となったのである。